# Conophyma reinigi
Espèce
Synonymes
- Pamiracris reinigi Ramme, 1930

Conophyma reinigi est une espèce d'insectes orthoptères de la famille des Dericorythidae.

## Distribution
Cette espèce est endémique du Tadjikistan.

## Publication originale
- Ramme, 1930 : Entomologische Ergebnisse der Deutsch Russischen Alai-Pamir-Expedition 1928 (I.) 2. Dermaptera and Orthoptera. Mitteilungen aus dem Zoologischen Museum in Berlin, vol. 16, p. 209-214.